# Посебан осврт на срећу
„Посебан осврт на срећу” је југословенски кратки ТВ филм из 1988. године. Режирала га је Сунчица Јерговић која је написала и сценарио.

## Улоге
| Глумац             | Улога                     |
| ------------------ | ------------------------- |
| Анђелија Андрић    |                           |
| Оља Бећковић       | Теодора Пантић, фармацеут |
| Мелита Бихали      | Комшиница                 |
| Синиша Ћопић       | Теодорин брат             |
| Светозар Цветковић | Бранко Томић              |
| Јелена Кадијевић   |                           |
| Виолета Крокер     | Марија, апотекарка        |
| Славко Симић       | Комшија                   |